# Дарсі Ліма
Дарсі Густаво Мачадо Віейра Ліма (нар. 22 травня 1962, Ріо-де-Жанейро) — бразильський шахіст i шаховий тренер (Тренер ФІДЕ від 2010 року), гросмейстер від 2000 року.

## Шахова кар'єра
1980 року здобув у Форталезі звання чемпіона Бразилії серед юнаків до 20-ти років. Починаючи з середини 1980-х років входив до числа провідних шахістів країни, від 1988 почав виступи за національну збірну. До 2008 року взяв участь, зокрема, в одинадцяти шахових олімпіадах. 1988 року здобув першу в кар'єрі чемпіонату Бразилії, посівши на дограванні за бронзову медаль 1-ше місце. У наступних роках здобув 3 звання чемпіона країни (1992, 2002, 2003), одне звання віце-чемпіона (2000) а також чотири бронзові медалі (1995, 1996, 2004, 2005). У 1993 році взяв участь у міжзональному турнірі у Біль, крім того у 2000 i 2004 роках взяв участь у чемпіонатах світу ФІДЕ, які проходили за нокаут-системою (обидва рази вибув у 1-му колі). 2005 року виступив на кубку світу, але також програв свій поєдинок 1-му кола i вибув з подальшої боротьби.
Переміг або поділив 1-ше місце на турнірах які проходили, зокрема, в таких містах як Таубате (1988), Матао (1988), Ріо-де-Жанейро (1991, 1997), Бразиліа (1997, 1999, 2002), Віторія (1997), Сан-Паулу (2000, 2003 — зональні турніри), Сантус (2002), а також Калі (2007, чемпіонат Америки, разом із, зокрема, Хуліо Грандою i Олександром Івановим). 2010 року здобув у Калі бронзову медаль чемпіонату Америки.
Найвищий рейтинг Ело в кар'єрі мав станом на 1 квітня 2001 року, досягнувши 2550 пунктів, посідав тоді 6-те місце серед бразильськийch шахістів.